# Aptium
| ❮ | System      | Serie       | Stufe         | ≈ Alter (mya) |
| ❮ | später      | später      | später        | jünger        |
| - | ----------- | ----------- | ------------- | ------------- |
| ❮ | K r e i d e | Oberkreide  | Maastrichtium | 66 ⬍ 72       |
| ❮ | K r e i d e | Oberkreide  | Campanium     | 72 ⬍ 83,6     |
| ❮ | K r e i d e | Oberkreide  | Santonium     | 83,6 ⬍ 86,3   |
| ❮ | K r e i d e | Oberkreide  | Coniacium     | 86,3 ⬍ 89,7   |
| ❮ | K r e i d e | Oberkreide  | Turonium      | 89,7 ⬍ 93,9   |
| ❮ | K r e i d e | Oberkreide  | Cenomanium    | 93,9 ⬍ 100,5  |
| ❮ | K r e i d e | Unterkreide | Albium        | 100,5 ⬍ 112,9 |
| ❮ | K r e i d e | Unterkreide | Aptium        | 112,9 ⬍ 126,3 |
| ❮ | K r e i d e | Unterkreide | Barremium     | 126,3 ⬍ 130,7 |
| ❮ | K r e i d e | Unterkreide | Hauterivium   | 130,7 ⬍ 133,9 |
| ❮ | K r e i d e | Unterkreide | Valanginium   | 133,9 ⬍ 139,3 |
| ❮ | K r e i d e | Unterkreide | Berriasium    | 139,3 ⬍ 145   |
| ❮ | früher      | früher      | früher        | älter         |

Das Aptium (im deutschen Sprachgebrauch auch verkürzt nur Apt genannt, seltener auch Aptien) ist in der Erdgeschichte die Bezeichnung für eine chronostratigraphische Stufe in der oberen Unterkreide. Sie dauerte geochronologisch von etwa 126,3 Millionen Jahren bis vor etwa 112,9 Millionen Jahren. Das Aptium folgt auf das Barremium und wird vom Albium abgelöst.

## Namensgebung und Geschichte
Das Aptium ist nach der französischen Kleinstadt Apt in der Provence benannt, in dessen Nähe die ursprüngliche Typlokalität der Stufe liegt. Stufe und Name wurden von Alcide Dessalines d’Orbigny 1840 eingeführt.

## Definition und GSSP
Der Beginn der Stufe wird durch die Basis der Magnetanomalie M0 definiert, das Ende durch das Erstauftreten der Coccolithophoriden-Art Praediscosphaera columnata. Ein GSSP (globale Typlokalität und Typprofil) wurden bisher noch nicht abschließend ratifiziert.

## Untergliederung
Im Tethysbereich wird die Stufe in acht Ammoniten-Biozonen unterteilt:
- Hypacanthoplites jacobi
- Nolaniceras nolani
- Parahoplites melchioris
- Epicheloniceras subnodosocostatum
- Duffrenoyia furcata
- Deshayesites deshayesi
- Deshayesites weissi
- Deshayesites oglanlensis

Lokal wird die Stufe in die drei folgenden Unterstufen unterteilt: Bedoulium (unteres Aptium), Gargasium (mittleres Aptium) und Clansayesium (oberes Aptium).

## Besonderheiten
Aus der Zeit der Wende vom obersten Aptium zum untersten Albium in Niger stammen Reste des bis zu 12 m langen Krokodils Sarcosuchus imperator.